# ناكاتسو (أويتا)
مدينة ناكاتسو (بالإنجليزية: Nakatsu)‏ هي أحد المدن التابعة لمحافظة أويتا. تأسست رسميًا في 20/04/1929. ويقدر عدد سكانها بـ 84179 نسمة حسب تقدير مكتب الإحصاء الياباني لعام 2012. تبلغ مساحة ناكاتسو 491.09 كم2. بكثافة سكانية تبلغ 171 نسمة/كم2.

## معرض صور

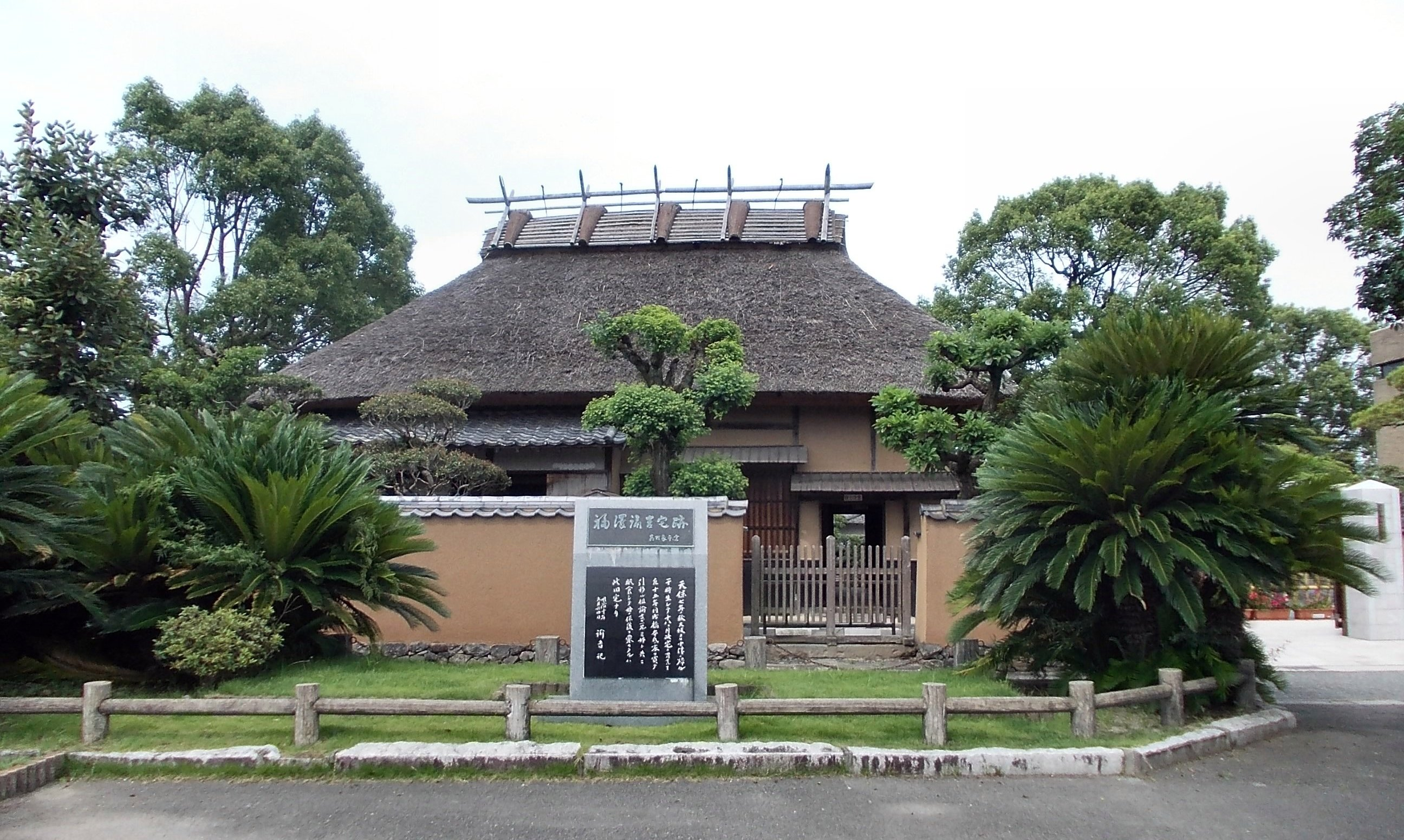
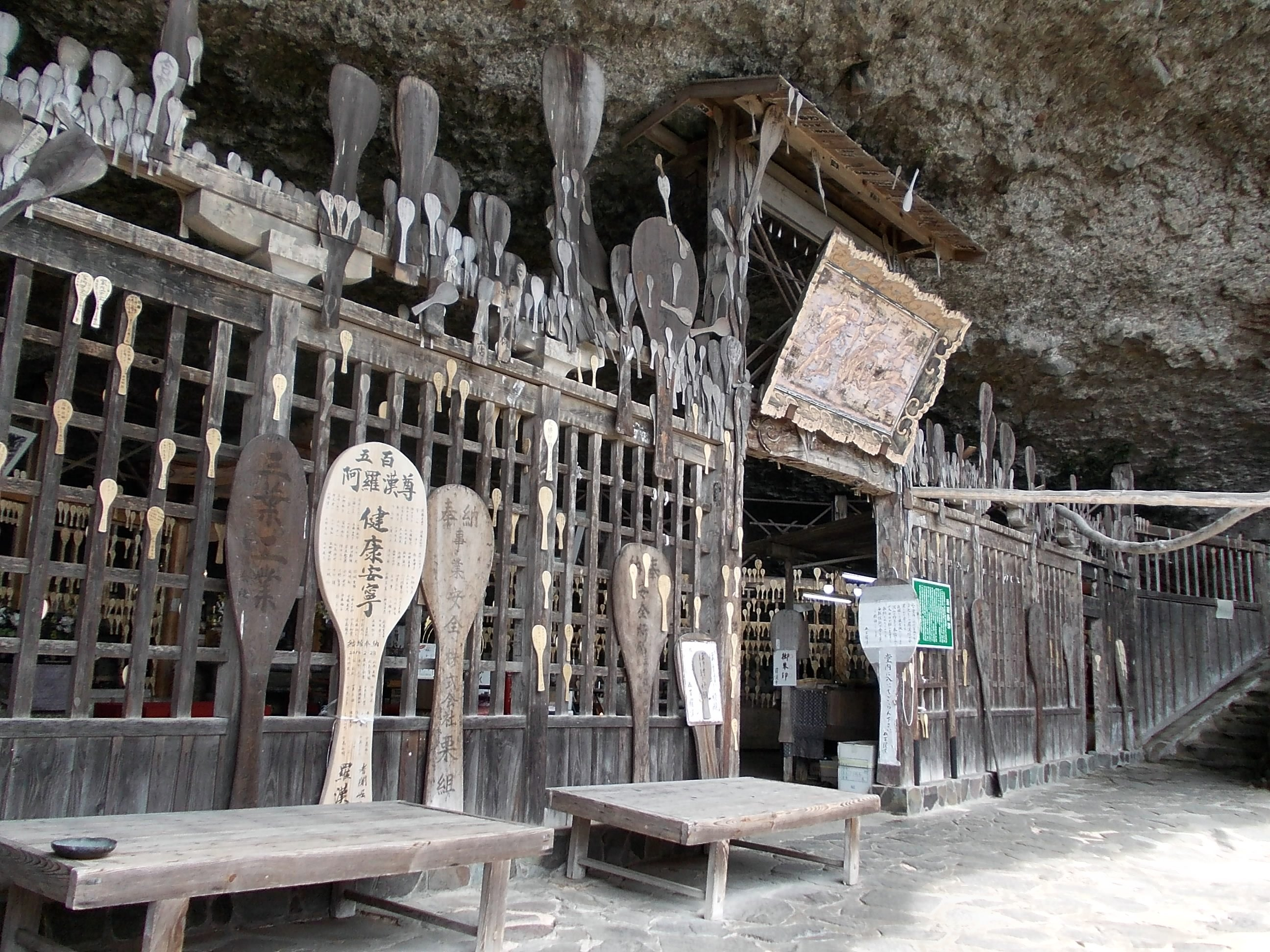
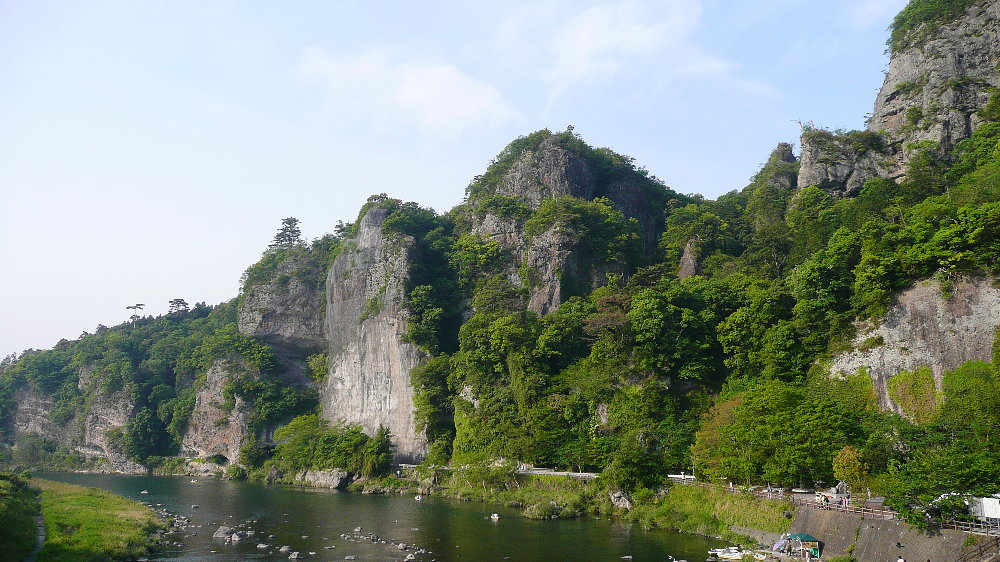
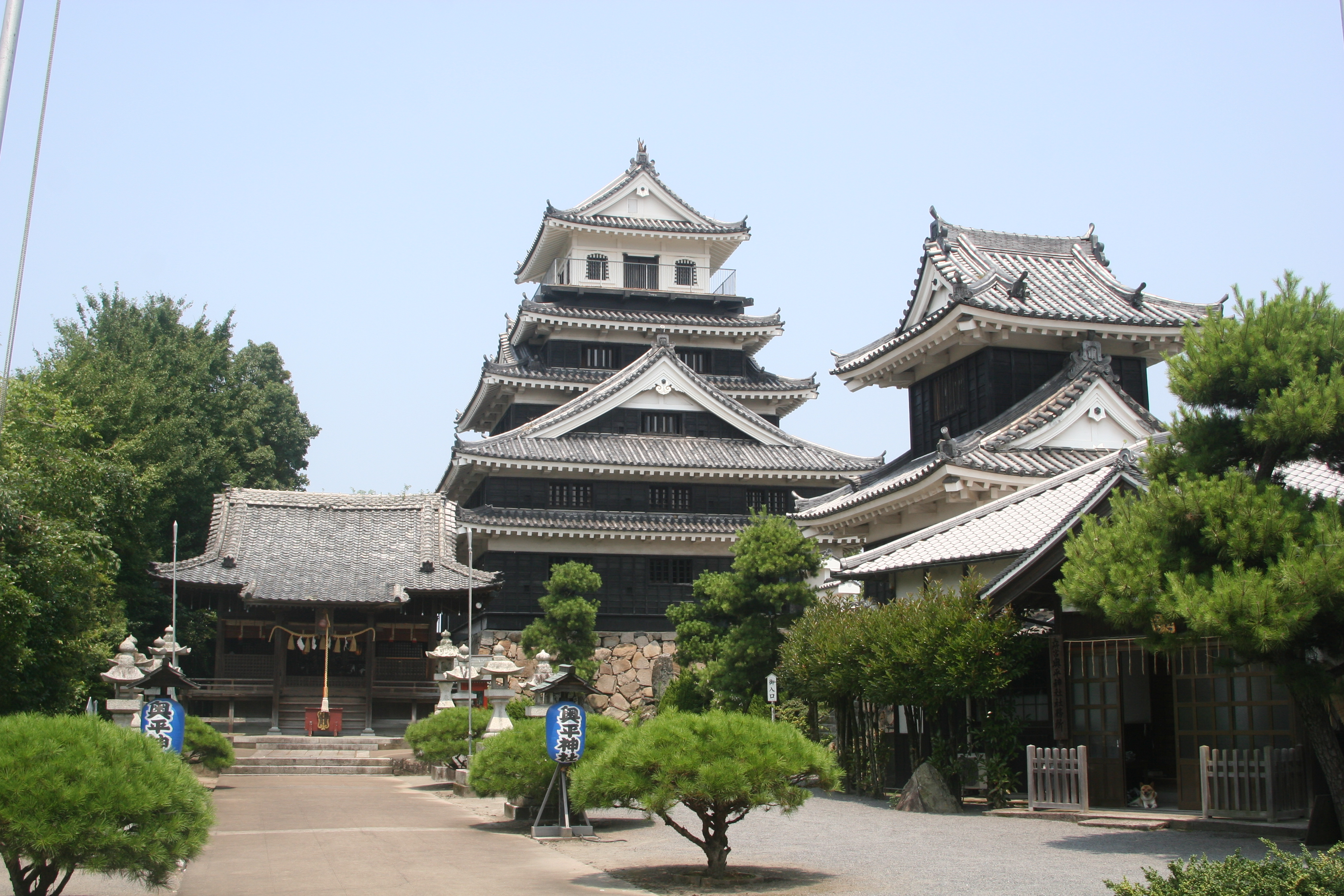

## أعلام
- فيومي أونو
- سوناو تاوارا
- ماساشي أوراموتو
- جونجي كاوانو
- كازيوشي ماتسوناقا
- ياماغوتشي هيساشي